# Popasna
Popasna (ukrainisch Попасна; russisch Попасная Popasnaja) ist eine Stadt in der Oblast Luhansk im Osten der Ukraine mit 21.257 Einwohnern (2013).

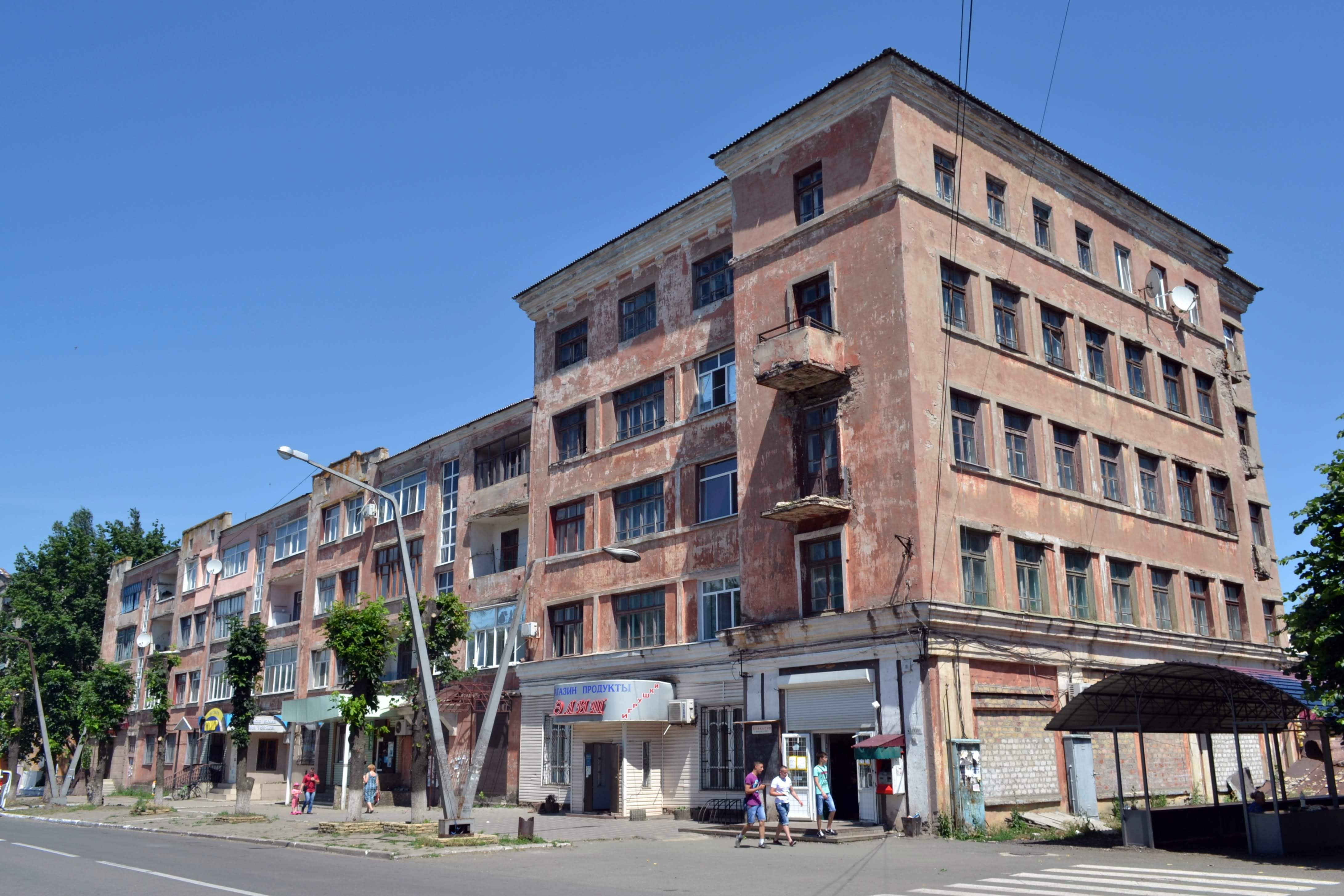
Gebäude im Ort

## Geographische Lage

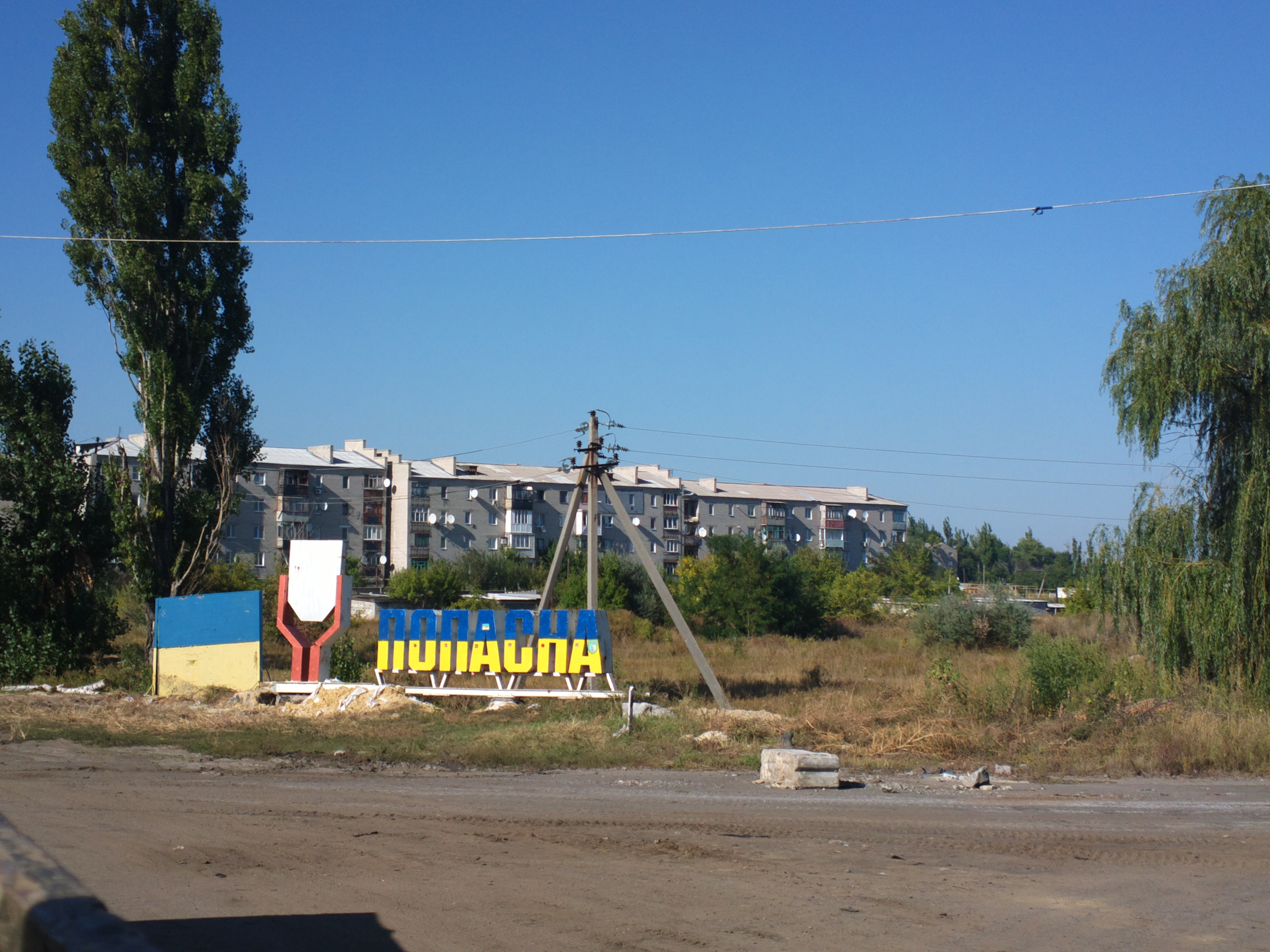
Schild am Ortseingang

Die im Donezbecken gelegene Stadt war bis Juli 2020 das Verwaltungszentrum des gleichnamigen Rajons (seitdem gehört sie zum Rajon Sjewjerodonezk) wenige Kilometer westlich von Perwomajsk und 85 km westlich vom Oblastzentrum Luhansk.

## Geschichte
Gegründet wurde Popasna an der Eisenbahnstrecke nach Debalzewe und Kramatorsk als Eisenbahnstation im Jahre 1878. Seit 1910 ist der Ort ein großer Eisenbahnknotenpunkt, der am 24. Oktober 1938 den Status einer Stadt erhielt. Mit Erhebung zur Stadt bekam der Ort den Namen  L. M. Kahanowytscha zu Ehren des sowjetischen Politikers L. M. Kaganowitsch. Seit 1944 trägt die Stadt wieder den Namen Popasna.
Im Verlauf des Ukrainekrieges kam es zu Kampfhandlungen im Ort, er wurde am 8. Juli 2014 durch die Separatistentruppen der Volksrepublik Lugansk erobert, konnte aber am 22. Juli 2014 durch das Bataillon Donbas wieder unter ukrainische Kontrolle gebracht werden. Der Ort lag fortan nahe der Front zu den Separatistengebieten und wurde immer wieder das Ziel von Raketen- und Artillerieangriffen.
Als am 24. Februar der russische Überfall auf die Ukraine begann, passierte in Popasna vorerst nichts, auch die täglich fahrenden Züge wurden kaum zur Flucht benutzt. Erst am 2. März, also nachdem die rasche Einnahme Kiews nicht erfolgt war, wurde Popasna erstmals beschossen, dabei starb ein russischsprachiger Vater von zwei minderjährigen Kindern. Von Tag zu Tag wurde der Beschuss intensiver, und als die Russen Mitte März immer noch keinen Meter hatten vorrücken können, begann der Einsatz der Russischen Luftwaffe auf große fünf- und neunstöckige Gebäude. Die Stadt wurde ab diesem Moment evakuiert. Viele Bewohner hatten auf eine Entwicklung wie 2015 gehofft und hatten es nicht eilig, die Stadt zu verlassen. Eine Mitte März Geflüchtete berichtete, sie habe auf dem Weg nach Deutschland kein einziges Mal Geld bezahlt, überall hätten Freiwillige geholfen.
Nach zweimonatigem Beschuss wurde das Zentrum der Stadt im April 2022 von russischen Truppen erobert. Am 8. Mai meldete der Gouverneur der Oblast Luhansk, Serhij Hajdaj, dass sich ukrainische Truppen aus Popasna zurückgezogen hätten. Popasna war nach Hajdajs Angaben „bis auf die Grundmauern zerstört“. Die verbliebene Bevölkerung wurde nach Angaben der ukrainischen Militärverwaltung von den Invasoren gefangen genommen und deportiert.
Vermutlich hielten sich im August noch höchstens 500 Bewohner in der Stadt auf. Die Besatzer erwogen, die zerstörte Stadt nicht wieder aufzubauen. In Moskau wurden derweil im Zentralmuseum des Großen Vaterländischen Krieges in laut britischer Sanktionsbegründung desinformierenden Ausstellungen „echte Exponate“ aus Popasna gezeigt, die den Beschuss von Wohngebieten der Stadt durch die Ukraine „bezeugten“.

## Verwaltungsgliederung
Am 12. Juni 2020 wurde die Stadt zum Zentrum der neugegründeten Stadtgemeinde Popasna (Попаснянська міська громада/Popasnjanska miska hromada). Zu dieser zählen auch die 2 Siedlungen städtischen Typs Komyschuwacha und Wrubiwka, die 7 in der untenstehenden Tabelle aufgelistetenen Dörfer sowie die 4 Ansiedlungen Druschba, Hlynokarjer, Mykolajiwka und Nyrkowe, bis dahin bildete sie die gleichnamige Stadtratsgemeinde Popasna (Попаснянська міська рада/Popasnjanska miska rada) im Südwesten des Rajons Popasna.
Seit dem 17. Juli 2020 ist sie ein Teil des Rajons Sjewjerodonezk.
Folgende Orte sind neben dem Hauptort Popasna Teil der Gemeinde:
| Name                     | Name              | Name                                 |
| ukrainisch transkribiert | ukrainisch        | russisch                             |
| ------------------------ | ----------------- | ------------------------------------ |
| Druschba                 | Дружба            | Дружба                               |
| Hlynokarjer              | Глинокар'єр       | Глинокарьер (Glinokarjer)            |
| Komyschuwacha            | Комишуваха        | Камышеваха (Kamyschewacha)           |
| Mykolajiwka              | Миколаївка        | Николаевка (Nikolajewka)             |
| Nowoiwaniwka             | Новоіванівка      | Новоивановка (Nowoiwanowka)          |
| Nowooleksandriwka        | Новоолександрівка | Новоалександровка (Nowoalexandrowka) |
| Nowoswaniwka             | Новозванівка      | Новозвановка (Nowoswanowka)          |
| Nyrkowe                  | Ниркове           | Нырково (Nyrkowo)                    |
| Oleksandropillja         | Олександропілля   | Александрополье (Aleksandropolje)    |
| Trojizke                 | Троїцьке          | Троицкое (Troizkoje)                 |
| Wiktoriwka               | Вікторівка        | Викторовка (Wiktorowka)              |
| Wrubiwka                 | Врубівка          | Врубовка (Wrubowka)                  |
| Wyskrywa                 | Вискрива          | Выскрива (Wyskriwa)                  |

## Bevölkerung
| 1923  | 1926  | 1939   | 1959   | 1970   | 1979   | 1989   | 2001   | 2005   | 2016   |
| ----- | ----- | ------ | ------ | ------ | ------ | ------ | ------ | ------ | ------ |
| 5.585 | 7.745 | 26.350 | 31.027 | 31.012 | 30.209 | 30.257 | 25.951 | 24.112 | 21.241 |

Quelle: Demographie ukrainischer Städte – pop-stat.mashke.org

## Persönlichkeiten
- Wladimir Schtscherbak (1939–2010), russischer Politiker[12]